# Jakob Reinhold Nasackin

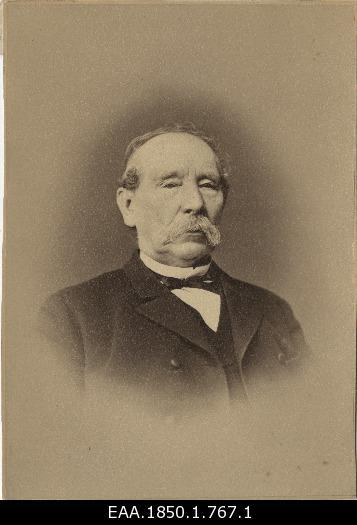
Jakob Reinhold Gustav Nasackin

Jakob Reinhold Nasackin (Jakow Gustavowitsch Nasakin  russisch: Яков Густавович Насакин; * 28. Oktober 1801 in Neu-Werpel; † 1. Mai  1899 in Reval) war ein Generalmajor in der Kaiserlich-Russischen-Armee mit  estländischer Herkunft.

## Militärische Laufbahn

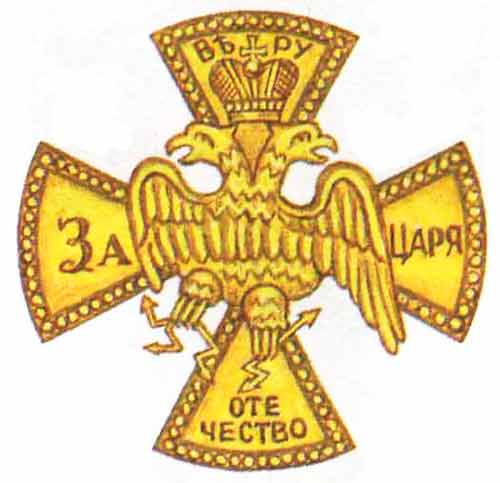
Wappen des russisch-finnischen Garde-Regiments

Jakob Reinhold N. begann seine militärische Laufbahn in einer Artillerie- Brigade und diente danach ab 1822 im Russisch-finnischen Garde-Regiment. In diesem Regiment gehörte er von 1824 zu der Ehrenwache, die als Wache am Senatsgebäude in Sankt Petersburg eingesetzt war. Als Wachführer  befehligte er am 14. Dezember 1825, während des Dekabristenaufstandes auf dem Petrowskaja Platz in der Nähe des Senats, eine 24 Mann starke Wachmannschaft. Die Massen waren teilweise im Begriff den Senat zu erstürmen und griffen die Ehrenwache an. Unter der Führung des jungen Wachhabenden Jakob  Nasackin konnte der erste Angriff, bis zum Eintreffen der Verstärkung, abgewehrt werden. Der Zar Nikolaus I. dankte ihm mit den Worten: „Nasaken, ich werde dich nie vergessen“. Am 17. Dezember 1825 wurde er in Anerkennung seiner Tapferkeit zum Leutnant befördert und mit dem Orden des Heiligen Wladimir (4. Klasse) dekoriert. Am 24. Dezember des gleichen Jahres wurde er zum Dienst im Winterpalast versetzt und dem Zaren vorgestellt. Von 1826 bis 1833 diente er weiterhin im finnischen Garderegiment und wurde bis zum Stabskapitän befördert. Letztlich wurde er Kompaniechef der 1. Jägerkompanie im Finnland-Regiment. Mit der Beförderung zum Oberst am 21. Februar 1835 übernahm er das Jäger-Regiment in Reval, im Herbst 1835 wurde er zum Regimentskommandeur des Witebsker-Regiments ernannt. Dieses führte er bis 1844 zu seiner Beförderung zum Generalmajor.

## Auszeichnungen
- 1825 Orden des Heiligen Wladimir, 4. Klasse
- 1833 Russischer Orden der Heiligen Anna, 2. Klasse
- Russischer Orden des Heiligen Georg
- 1831 Silbernes Schwert für Mut
- 1833 Goldenes Schwert für Tapferkeit
- 1833 Silbermedaille Türkischer Krieg
- 1831 Verdienstorden Virtuti Militari

## Herkunft und Familie

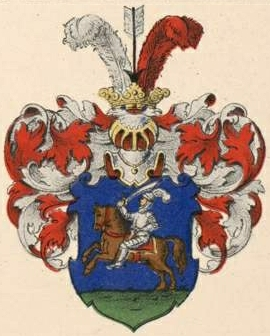
Wappen des Adelsgeschlechts Nasackin

Jakob Reinhold Nasackin stammte aus dem russisch-baltischen Adelsgeschlecht Nasackin. Sein Vater war der russische Rittmeister Adam Gustav Nasackin (1770 – 1855), der mit Anna von Tiesenhausen (1772 – 1841) verheiratet war. Der russische Generalmajor Reinhold Johann Nasackin (1787 – 1831) und der Schriftsteller Friedrich Nasackin (1797 – 1876) waren die Vettern von Jakob. Sein Bruder  Gustav Georg Nasackin (1803 – 1876) war ebenfalls russischer Generalmajor.
Jakob heiratete 1837 Alexandrine Captsevich (* 1821), aus dieser Ehe stammen Ivan (geboren 1838), Sofia (1840), Anna (1841), Elizabeth (1843), Nikolai (1845) und Nadezhda (1847). Er starb am 1. Mai 1899 in Reval und wurde am 12. Mai 1899 auf dem Cicelinna-Friedhof  in Reval  beigesetzt.